# Einar Andersson (politiker)
Einar Sigfrid Andersson, född 25 augusti 1895 i Hyssna församling i Älvsborgs län, död där 20 juli 1984, var en svensk socialdemokratisk politiker.
Einar Andersson var riksdagsledamot i andra kammaren från 1940 till tidigt 60-tal, invald i Älvsborgs läns södra valkrets.